# Julie de Roquette
Julie de Roquette (* 15. November 1763 in Wolgast als Juliana Margaretha Regina Penz; † 4. Dezember 1823 in Berlin) war eine deutsche Dichterin. Sie stand dem Göttinger Hainbund nahe und veröffentlichte an der Schwelle des 19. Jahrhunderts zwei Gedichtbände.

## Leben
Julie de Roquette wurde in Wolgast im damaligen Schwedisch-Pommern geboren. Ihr Vater, Adam Friedrich Penz, war Hauptmann in schwedischen Diensten und soll (später?) eine Einheit auf der Insel Rügen kommandiert haben, wo Julie vielleicht erste Kindheitsjahre verlebte.
Im Alter von acht Jahren erkrankte Julie schwer und verlor das Gehör und die Sprache, wobei sie die Lautsprache wieder erlernen konnte. Nach dem Tod ihres Vaters kam sie zu Verwandten in der Nähe von Neubrandenburg im damaligen Teilherzogtum Mecklenburg-Strelitz, wo ihr Herzog Adolf Friedrich IV. (angeblich) eine Pension aussetzte und so ihren Lebensunterhalt sicherte. Am 18. August 1793 heiratete sie in Neubrandenburg einen französischen Emigranten, den deutlich älteren ehemaligen (Schiffs-)Kapitän Friedrich Richard de Roquette (1745–1808), der als Einwohner in Neubrandenburg lebte und später bisweilen als französischer Sprachmeister erwähnt wird. Aus der Ehe gingen eine Tochter, Juliane Sophie Friederike Antoinette de Roquette (* 24. April, ≈ 28. April 1799), und zwei Söhne, (Friedrich Carl) Richard de Roquette (* 23. August, ≈ 31. August 1800) und Christian Friederich Ludwig de Roquette (* 29. Juli, ≈ 5. August 1803) hervor. Nach dem Tod ihres Ehemanns 1808 zog sie nach Berlin, wo sie (angeblich) durch Königin Luise, die aus dem Hause Mecklenburg-Strelitz stammte, unterstützt wurde. Berliner Adressbücher belegen sie mit eigenem Hausstand nur 1820 mit dem Eintrag "Roquette, v. geb. A. J. L. v. Penz, Schiffs-Kapitains-Witt., Friedrichsstr. 47". Jedoch schrieb sie schon vorher und auch weiterhin Briefe aus Berlin, lebte also bereits in der Stadt. Sie verlebte offenbar auch ihren Lebensabend dort (vielleicht im Haushalt ihrer womöglich inzwischen verheirateten Tochter oder in irgendeiner geschlossenen Anstalt?) und starb schließlich 60-jährig dort.
Die Biographie der Julie de Roquette wird von mancherlei Behauptungen und Legenden verschleiert, die teilweise auf Selbstdarstellungen zurückgehen und sich bei näherer Prüfung oft als unbelegt und fragwürdig erweisen. So gab Julie ihren Geburtsnamen später gern selbsterhöhend als von Pen(t)z an. Ihre so suggerierte Zugehörigkeit zum uradeligen mecklenburgischen Geschlecht von Pentz ist jedoch nicht nachweisbar und sorgte bereits bei der Drucklegung früherer Familiengenealogien für Irritationen. Bekannt ist, dass Julie bereits 1806 wegen geistiger Verwirrung im "Landesarbeits-, Zucht- und Irrenhaus" in Strelitz [Alt] einsaß.

## Dichtung
An der Schwelle des 19. Jahrhunderts wurde Julie de Roquette durch zwei Gedicht-Bände (1802, 1803) und einen vorausgegangenen Abdruck eines ihrer Gedichte „Bei einer Beerdigung in der Kirche“ im 24. Göttinger Musenalmanach (1800) bekannt. Johann Heinrich Voß bezeichnete dieses Gedicht als eines seiner Lieblingsstücke. Zudem hatte sie seit der Jahrhundertwende den Direktkontakt zu verschiedenen namhaften Literaten ihrer Zeit gesucht und so erreicht, dass beispielsweise Leopold Friedrich Günther von Goeckingk 1800 Taufpate ihres erstgeborenen Sohnes wurde.
Der erste Gedicht-Band hatte 535 Subskribenten aus ganz Deutschland und aus Dänemark, was ihre überregionale Wirksamkeit belegt. Nach einer heutigen Einschätzung hat „ihre Lyrik ein beachtliches Niveau, das die nationalliterarische Wirkung erklärt“, die freilich nur von kurzer Dauer war. Ein C. D. Roquette (vielleich einer ihrer Söhne?) veröffentlichte gegen Ende ihres Lebens in Berlin "Recueil de Poésies. Sammlung französ. Gedichte zum Uebersetzen u. Auswendiglernen" (1822; 2te verm. Ausg.: 1831).

## Werke
- Gedichte. Erster Theil. Gedruckt bei Hofbuchdrucker C[hristian] G[ottlob] Korb, Neubrandenburg 1802. (Digitalisat)
- Neuere Gedichte. Hofbuchdrucker Korb, Neubrandenburg 1803.